# ريديت\لا نوم
r/nosleep هو منتدى فرعي مخصص لقصص الرعب القصيرة التي يكتبها المستخدمون على موقع ريديت. قواعد المجتمع تتمحور حول أن القصص المنشورة على المنتدى يجب أن تكون قابلة للتصديق وأن المستخدمين عليهم التظاهر بأن القصص حقيقية . يضم المنتدى أكثر من 18 مليون عضو وهو من ضمن الخمسين منتدى فرعي الأكثر شعبية على ريديت. أدى ذلك إلى ظهور بودكاست يحمل نفس الاسم يسمى The NoSleep Podcast والعديد من الروايات المنشورة، بالإضافة إلى الاقتباسات السينمائية والتلفزيونية.

## التاريخ
تم إنشاء منتدى r/nosleep في مارس من العام 2010.  وفقا لقواعد المنتدى، يجب على الأعضاء التظاهر بأن جميع القصص حقيقية في التعليقات. 
واجه منتدى r/nosleep عدة مشاكل تتعلق بانتهاكات حقوق النشر على الإنترنت، وخاصة عندما يأتي الامر للأشخاص الذين يقومون بتحميل سرديات القصص القصيرة دون إشارة إلى الكاتب الأصلي أو طلب الإذن منه. أنشأ المشرفون ثلاث مجموعات فرعية أخرى – r/NosleepWritersGuild، وr/SleeplessWatchdogs، وr/YTNarratorsGuild – لتثقيف الكاتبين حول قانون حقوق النشر وكيفية استخدام المحتوى المنشور على r/nosleep بالإضافة إلى طريقة الإبلاغ عن انتهاكات حقوق النشر على الإنترنت وتنبيه المؤلفين المتضررين من ذلك.  في فبراير من العام 2020، واجه منتدى r/nosleep انقطاعًا للإنترنت لمدة أسبوع، مما أدى إلى تقييد الوصول إلى المنتدى احتجاجا على انتهاكات حقوق النشر.  

## التأثير
في عام 2014، تم نشر قصة حول وباء غامض وخيالي في البلدة الصغيرة "ماموث" الأمريكية في ولاية أريزونا على منتدى r/nosleep. ومع انتشار القصة عبر الإنترنت، بدأ العديد من الأشخاص بالتصديق بأن القصة حقيقية. سكان وقسم شرطة مدينة ماموث تعرضوا لموجة من المكالمات من أشخاص قاموا بتصديق القصة، وقارنت العديد من عناوين الأخبار الحادث بالهستيريا التي حدثت في الماضي بعد أن اقتنع المستمعون بأن البث الإذاعي لحرب العوالم عام 1938 كان حقيقيًا.  
في عام 2017، صنع باحثون من مختبر الاعلام التابع لمعهد ماساتشوستس للتكنولوجيا برنامج Shelley، وهو برنامج ذكاء اصطناعي متعلم بعمق تم تدريبه بناءا على مجموعة من آلاف قصص منتدى r/nosleep والذي يؤلف قصص الرعب الخاصة به. 

### الاقتباسات
المؤلفون على منتدى r/nosleep قاموا بتحويل قصصهم إلى روايات منشورة، مثل رواية Penpal (2012) للكاتب داثان أورباخ، والتي نشرها في الأصل على subreddit في شهر سبتمبر من العام 2011.  في عام 2016، اكتسبت شركة Amblin Partners على حقوق "The Spire In The Woods"، وهي قصة مكونة من عشرة أجزاء نشرت على المنتدى.   وفي عام 2018، تم تعيين رايان رينولدز كمنتج لفيلم مقتبس من قصة نشرت على r/nosleep. 
في عام 2020، اشترت شركة نتفليكس حقوق مسلسل مات كويري المكون من ستة أجزاء "اشتريت أنا وزوجتي مزرعة".  وفي عام 2020 أيضًا، حصلت استوديوهات أمازون على حقوق لعبة اليسار واليمين ، وهي قصة أخرى من سلسلة قصص r/nosleep.   سيتولى جاك أندرسون كتابة المسلسل وسيعمل أيضًا كمنتج تنفيذي.  في عام 2022، اشترت شركة 3000 بيكتشرز التابعة لشركة سوني حقوق قصة نيك موريفوكس "حماتي كانت تسممني ثم اكتشفت السبب" مع انضمام جيسيكا نول.  تم إصدار مسلسل مختارات تلفزيونية باسم Tales From the Void، مبنية على قصص من المنتدى، وتم اصداره في عام 2024. 